# Останец Братья
Останец «Братья» — скалы-останцы, памятник природы, расположенный в Урус-Мартановском районе Чечни на правом склоне ущелья реки Гехинки в 9 км северо-восточнее озера Галанчеж, у дороги к урочищу Галанчеж в 3,75 км к востоку от горы Болойлам.
Представляет собой два расположенных рядом столба. Высота одного столба 18-20 метров, второго 14-15 метров, диаметр обоих 6-7 метров. Столбы образовались в результате разрушения пород гипсоносной толщи верхнеюрского периода. Сложены из гальки, сцементированной глиной, солями известняка и гипса. 
Памятник находится в удовлетворительном состоянии.
С 2006 году имеет статус особо охраняемой природной территории республиканского значения.